# Efan Ekoku
Efangwu Goziem „Efan“ Ekoku (* 8. Juni 1967 in Manchester) ist ein in England geborener, ehemaliger nigerianischer Fußballspieler. Als Mittelstürmer war er in den 1990er-Jahren bekannt für seine Zeit bei Norwich City und beim FC Wimbledon. Dazu war er Teilnehmer für Nigeria im Jahr 1994 bei der WM-Endrunde in den Vereinigten Staaten, nachdem er bereits im selben Jahr zuvor mit den „Super Eagles“ den Afrika-Cup gewonnen hatte – bei beiden Turnieren hatte er jedoch nur die Rolle des Ergänzungsspielers inne.

## Sportlicher Werdegang

### Karrierebeginn in England
Ekoku begann seine sportliche Laufbahn unterhalb der vier englischen Profiligen bei Sutton United und ging bereits auf seinen 23. Geburtstag zu, bevor er für eine Ablösesumme von 100.000 Pfund im Jahr 1990 zum AFC Bournemouth wechselte. Die „Cherries“ waren kurz zuvor aus der zweiten in die dritthöchste Spielklasse abgestiegen und Ekoku steuerte beim Neuaufbau in der Saison 1990/91 als Stürmer erst einmal nur bescheidene drei Ligatore aus 20 Partien bei.

### Wechsel in die Premier League
Im Jahr darauf steigerte er die Ausbeute mit elf Treffern deutlich, aber kurz vor Ende eines bescheidenen dritten Jahrs, das Bournemouth ins untere Tabellendrittel katapultierte, bot sich ihm die Chance auf einen Wechsel in die Premier League. Der dortige Cheftrainer Mike Walker bot im März 1993 eine halbe Million Pfund für einen Transfer des noch weitgehend unbekannten Angreifer und erhoffte sich damit einen Schub im noch offenen Meisterschaftsrennen. Der Neuling fügte sich dann mit Schnelligkeit und drei Toren in vier Erstligabegegnungen gut ein, aber der Kampf um den Premier-League-Titel endete für Norwich auf dem dritten Platz. In der Saison 1993/94 entwickelte sich Ekoku zusehends. Ausdruck dafür war die Statistik von 14 Pflichtspieltoren für die „Canaries“, die möglicherweise noch üppiger hätte ausfallen können, wäre er zwischendurch nicht abwesend in Diensten der nigerianischen Nationalmannschaft anlässlich des Afrika-Cups gewesen. Hier hatte er zwar mit dem Gewinn des Wettbewerbs einen großen Erfolg gefeiert, aber nur in einem von sechs Spielen gegen Zaire (2:0) im Viertelfinale – und dort auch nur für 60 Minuten – auf dem Platz gestanden. Highlights der Spielzeit waren sein erstes europäisches Tor im UEFA-Pokal gegen Vitesse Arnheim und der „Viererpack“ beim FC Everton (5:1) am 25. September 1993. Nach Ablauf der Saison 1993/94 war er Teil des nigerianischen Kaders anlässlich der WM-Endrunde in den Vereinigten Staaten, kam dort jedoch nicht über die Ersatzbank hinaus.

### Engagement in Wimbledon
Kurz darauf wechselte er im Oktober 1994 für 900.000 Pfund zum Ligakonkurrenten FC Wimbledon. Knapp fünf Jahre verbrachte Ekoku dort, wobei er gleichsam seine beste Torausbeute (mit elf Ligatreffern) als auch die höchste Platzierung in der Premier League (auf Rang 8) in der Saison 1996/97 erreichte. Insgesamt gelangen ihm 37 Premier-League Tore bis zum Sommer 1999. Dabei hatte er nach einer durchwachsenen Spielzeit 1997/98 bereits im September 1998 den Wunsch geäußert, die „Dons“ verlassen zu dürfen. Dabei kristallisierte sich Nottingham Forest als möglicher Interessent heraus und auch Trainer Martin O’Neill von Leicester City sowie der FC Everton und der FC Southampton wurden als Nachfolgeverein gehandelt. Ein Wechsel kam letztlich nicht zustande und in der Folgezeit konnte Ekoku seinen Platz in der Mannschaft zwar zunächst behaupten, fand diesen aber zunehmend bedroht durch den Neuzugang John Hartson.

### Wechsel in die Schweiz
Im Vorfeld der Saison 1999/2000 wurde offensichtlich, dass Ekoku keine nennenswerte Rolle unter dem neuen Trainer Egil Olsen mehr einnahm. Etwas überraschend verließ er Ende August 1999 die Premier League in Richtung des Schweizer Grasshopper Club Zürich, der aber mit Roy Hodgson einen englischen Trainer hatte. Ekoku unterschrieb einen Dreijahresvertrag, aber nach Hodgsons Entlassung sorgte Paul Jewell vom englischen Zweitligisten Sheffield Wednesday im Oktober 2000 mit einem Leihgeschäft für die „Rückkehr auf die Insel“.

### Kurze Rückkehr nach England
Nach drei Monaten wurde die Leihe bis zum Ende der Saison 2000/01 verlängert und nach kurzzeitigem Aufenthalt in Zürich einigten sich die beiden Parteien auf einen „fixen Wechsel“ von Zürich nach Sheffield. Unter Jewells Nachfolger Terry Yorath verschlechterte sich Ekokus sportliche Perspektive bis Ende April 2002 wieder und er kam zu keinen weiteren Pflichtspieleinsätzen. Erst Ende März 2003 fand sich mit dem Drittligisten FC Brentford ein neuer Klub, der ihn aber bereits zwei Monate später wieder freistellte.
Anschließend endete faktisch Efokus aktive Laufbahn. Er begann als Experte für die BBC zu arbeiten, lief aber im Jahr 2004 noch einmal in Irland für Dublin City in einem auf kurze Zeit angelegtem Engagement auf.

## Titel/Auszeichnungen
- Afrika-Cup (1): 1994 (ohne Finaleinsatz)